# زمین‌شناسی منطقه وایکاتو-کینگ کانتری
مناطق وایکاتو و کینگ کانتری در نیوزیلند بر روی بستری از سنگ‌های گری‌وک ساخته شده‌اند که بسیاری از تپه‌ها را تشکیل می‌دهند. بخش عمده‌ای از زمین‌های غرب رودخانه وایکاتو و در سرزمین پادشاه در جنوب، پوشیده از سنگ آهک و ماسه‌سنگ بوده و صخره‌ها و چشم‌اندازی کارستی را تشکیل داده‌اند. مخروط‌های آتشفشانی بر چشم‌انداز نزدیک بندر تسلط دارند. در شرق، زمین با رسوبات ایگنیمبریت از منطقه آتشفشانی تائوپو پوشیده شده است. مقادیر زیادی پومیس از منطقه آتشفشانی تائوپو در حوضه وایکاتو و دشت‌های هوراکی رسوب کرده‌اند.

## سنگ‌های زیرزمین
همانند بیشتر مناطق نیوزیلند، سنگ‌های زیرزمین منطقه وایکاتو و کینگ کانتری از گری‌وک (ماسه سنگ سخت، سیلت سنگ و گل سنگ) تشکیل شده‌اند.
گسل وایپا از شمال به جنوب از منطقه وایکاتو-کینگ، از تاوپیری، در امتداد رودخانه وایپا، و از جنوب تا نزدیکی اوهورا عبور می‌کند. این نشان دهنده یک خط تقسیم عمده بین زمین‌های مختلف است.
گسل در زیر منطقه وایکاتو-کینگ کانتری در سمت غربی قرار دارد و در غرب گسل وایپا، از جنوب وایکاتو هدز تا آواکینو رخنمون دارد. زمین موریهیکو به عنوان یک گوه برافزایشی از رسوبات قوس جلویی آتشفشانی در نظر گرفته می‌شود. این کوه در دوره تریاس پسین تا ژوراسیک پسین (۲۲۰ تا ۱۴۵ میلیون سال پیش) تشکیل شده است.
فرض بر این است که خطی از سنگ‌های زمینی کوه دان-مایتای در امتداد گسل وایپا از شمال به جنوب عبور می‌کند و از مرکز منطقه وایکاتو-کینگ کانتری می‌گذرد و زمین موریهیکو و زمین ترکیبی وایپاپا را از هم جدا می‌کند و یک ناهنجاری مغناطیسی محل اتصال قابل تشخیص ایجاد می‌کند، اما فقط در یک مکان، در وایرره، رخنمون دارد. برخی از سنگ‌های موریهیکو در شرق ناهنجاری مغناطیسی محل اتصال رخ می‌دهند و رشته‌کوه‌های تائوپیری و هاکاریماتا را تشکیل می‌دهند، اما فرض بر این است که این سنگ‌ها به موقعیت فعلی خود جابجا شده‌اند.
گریوکِ در زیر منطقه در ضلع شرقی، جنوب رشته‌کوه و شرق گسل قرار دارد. این کوه در اواخر ژوراسیک تا اوایل کرتاسه (۱۶۰ تا ۱۲۰ میلیون سال پیش) تشکیل شده است.

## زغال سنگ و سنگ آهک گروه
سنگ‌های گروه روی سنگ‌های پی سنگ قرار دارند و در نورث‌لند، اوکلند، وایکاتو و کینگ کانتری وجود دارند، اگرچه اغلب فرسایش یافته یا پوشیده شده‌اند. سنگ‌های حاوی زغال‌سنگ در اواخر ائوسن (۳۷–۳۴ میلیون سال پیش) از باتلاق‌ها تشکیل شده‌اند. زمین فرورفت و دریا پیشروی کرد و ماسه سنگ آهکی، گل سنگ و سنگ آهک در زمان الیگوسن (۳۴–۲۴ میلیون سال پیش) رسوب کردند.
ذخایر زغال سنگ در نزدیکی هانتلی و ماراماروا، جایی که استخراج می‌شوند، رخنمون دارند.

## رسوبات میوسن
در اوایل دوران میوسن (۲۴ میلیون سال پیش)، همگرایی صفحات باعث فشردگی منطقه‌ای شد. زمین فرسایش یافت و در سراسر دوره میوسن (۲۴–۵ میلیون سال پیش) در حوضه‌های به سرعت در حال فرونشست، رسوب کرد. این ماسه‌سنگ‌ها و گل‌سنگ‌های نرم در جنوب غربی ته کویتی باقی مانده‌اند.

## رسوبات ایگنیمبریت و پومیس
در طول ۲ میلیون سال گذشته، جریان‌های آذرآواری از منطقه آتشفشانی تائوپو، سنگ‌های ایگنیمبریت را در شرق ته کویتی رسوب داده‌اند. برخی از بزرگ‌ترین رسوبات از فوران واکامارو، در شمال تائوپو، حدود ۳۳۰٬۰۰۰ سال پیش، ناشی شده‌اند. رسوبات ایگنیمبریت ناشی از فوران اوروانویی در ۲۶۵۰۰ سال پیش و فوران تائوپو در ۱۸۰۰ سال پیش نیز از رسوبات اصلی هستند. آنها در بسیاری از مناطق صخره‌های چشمگیری را تشکیل می‌دهند.
دشت‌های هوراکی و خلیج هوراکی نمایانگر یک دره کافتی هستند. فرض بر این است که این دره کافتی حدود ۲ میلیون سال پیش، به دلیل چرخش عقربه‌های ساعت جزیره شمالی شرقی، که زمین بین اوکلند و کیپ شرقی را امتداد داده است، توسعه یافته است. این چرخش همچنین ممکن است با کافت‌زایی که حوضه همیلتون را در جنوب غربی آنها ایجاد کرده است، مرتبط بوده باشد.
رودخانه وایکاتو قبلاً از دریاچه کاراپیرو، از میان شکاف هینوئرا و دشت‌های هوراکی جریان داشت و در ساحل شرقی در خلیج هوراکی به پایان می‌رسید. رسوبات ناشی از فوران ۲۶٫۵ هزار مایلی اوروانویی دریاچه تائوپو باعث تغییر جهت رودخانه و حرکت آن به سمت غرب شد. در واقع، رودخانه وایکاتو مسیر خود را به‌طور منظم تغییر می‌دهد، زیرا فوران‌هایی در منطقه آتشفشانی تائوپو رخ می‌دهد و کانال رودخانه مسدود می‌شود. بسیاری از دریاچه‌ها و مرداب‌های حوزه رودخانه وایکاتو نشان‌دهنده مسیرهای قدیمی هستند.
پوکه معدنی از منطقه آتشفشانی تائوپو در سراسر حوضه‌های وایپا و وایکاتو و دشت‌های هوراکی رسوب کرده و خاک‌ها و باتلاق‌های بسیار خوبی را تشکیل داده است.

## گروه تارانگا
گروه تائورانگا رسوبات ۵ میلیون سال اخیر را توصیف می‌کند که عمدتاً از سنگ‌های آتشفشانی پومیس، در ابتدا رسوبات پلیوسن (زیرگروه والتون) از کوروماندل و بعداً رسوبات هولوسن از تائوپو (زیرگروه پیاکو) هستند. آنها در زیر زمین‌های پست همیلتون قرار دارند و تا حوضه وایپا امتداد می‌یابند، اما در جاهای دیگر عمدتاً رسوبات آبرفتی در دره‌ها هستند. علاوه بر شن و ماسه پوکه معدنی، آنها شامل سیلت، گل و لای و پیت نیز می‌شوند.

## تپه‌های شنی ساحلی
تپه‌های شنی قابل توجهی با محتوای آهن بالا در اطراف بندرگاه‌های کاویا و آئوتیا تشکیل شده‌اند.
دیوید کییر در کتاب «زمین‌شناسی منابع ماسه آهن نیوزیلند» (اداره تحقیقات علمی و صنعتی نیوزیلند، ۱۹۷۹) می‌گوید: «ذخایر ماسه آهن از جنوب کایپارا و موریوای، در شمال اوکلند، تا بیش از ۳۰۰ مایل به سمت جنوب تا رودخانه وانگائهو، در جنوب وانگانویی، امتداد دارند». آهن محلول در کنسانتره‌ها در بیشتر مناطق بیش از ۵۰٪ است. در حال حاضر در تاهاروا و وایکاتو نورث هد استخراج می‌شود.

## مکان‌های زمین‌شناسی که ارزش بازدید دارند
- شکاف هینوئرا، بزرگراه ایالتی ۲۹، بین دریاچه کاراپیرو و ماتاماتا، مسیر رودخانه وایکاتو است، قبل از اینکه تغییر مسیر دهد و از همیلتون عبور کند. صخره‌های دو طرف رودخانه نشان می‌دهد که رودخانه چقدر بزرگ بوده است.
- بخش عمده‌ای از تپه‌های غربی از وایکاتو هدز تا ته کویتی، حومه‌های سنگ آهکی جالبی با پرتگاه‌های چشمگیر دارد. با این حال، برای دیدن چیزهای بیشتر باید از جاده‌های کوچک و بدون پل عبور کنید. دریاچهٔ ناپدید شدن در یکی از این جاده‌ها قرار دارد.
- منطقه وایتومو شامل نمونه‌های بسیار خوبی از چشم‌انداز کارست و چندین غار توریستی، از جمله معروف‌ترین آنها غار کرم شب‌تاب وایتومو است.
- بندرهای راگلان، آئوتئا و کاویا ارزش بازدید دارند، به خصوص تپه‌های اطراف راگلان که بر روی سنگ‌های خاکستری تشکیل شده‌اند، حومه سنگ آهک، تپه‌های شنی و ساحل نزدیک کاویا و منطقه آلباتروس در غرب بندر کاویا.
- آتشفشان‌های کاریوی و پیرونگیا برای کسانی که آمادگی جسمانی کافی دارند، ارزش صعود دارند. رانندگی در اطراف کاریوی مناظر چشمگیری را به ویژه دره تِ توتو به نمایش می‌گذارد.
- وایر تنها رخنمون سرپانتین در جزیره شمالی را دارد.
- معدن مانگپهی، در نزدیکی بنی‌دیل، یک معدن زغال سنگ متروکه است.
- بزرگراه ساحلی به سمت تاراناکی، صخره‌های ماسه‌سنگی ناهموار و سواحل ماسه سیاه دارد.
- جاده ته کویتی به آتیاموری دارای صخره‌های جوش‌کاری شده از گروه واکامارو است.

## نقشه‌ها
نقشه‌های زمین‌شناسی نیوزیلند اکنون به صورت رایگان و آنلاین از طریق مؤسسه علوم زمین‌شناسی و هسته‌ای نیوزیلند (GNS Science)، یک مؤسسه تحقیقاتی دولتی نیوزیلند، قابل دسترسی هستند.

## برای مطالعهٔ بیشتر
- گراهام، ایان جی و همکاران؛ قاره‌ای در حال حرکت علوم زمین نیوزیلند در قرن بیست و یکم - انجمن زمین‌شناسی نیوزیلند با همکاری GNS Science، ۲۰۰۸.شابک ‎۹۷۸-۱-۸۷۷۴۸۰-۰۰-۳شماره استاندارد بین‌المللی کتاب ۹۷۸-۱-۸۷۷۴۸۰-۰۰-۳